# Mollonen
Mollonen är en sjö i Gällivare kommun i Lappland och ingår i Kalixälvens huvudavrinningsområde. Sjön har en area på 0,241 kvadratkilometer och ligger 340 meter över havet. Mollonen ligger i Torne och Kalix älvsystem Natura 2000-område.

## Delavrinningsområde
Mollonen ingår i det delavrinningsområde (749710-174600) som SMHI kallar för Ovan VDRID = Surujoki i Kalixälvens vattendragsyta. Medelhöjden är 353 meter över havet och ytan är 19,86 kvadratkilometer. Räknas de 340 avrinningsområdena uppströms in blir den ackumulerade arean 5 925,37 kvadratkilometer. Avrinningsområdets utflöde Kalixälven (Kaitumälven) mynnar i havet. Avrinningsområdet består mestadels av skog (65 procent) och sankmarker (20 procent). Avrinningsområdet har 2,16 kvadratkilometer vattenytor vilket ger det en sjöprocent på 10,8 procent.